# Batik (jeu)
Pour les articles homonymes, voir Batik (homonymie).
 (mars 2016).
Si vous disposez d'ouvrages ou d'articles de référence ou si vous connaissez des sites web de qualité traitant du thème abordé ici, merci de compléter l'article en donnant les références utiles à sa vérifiabilité et en les liant à la section « Notes et références ».
Batik est un jeu pour deux joueurs, très simple, alliant tactique et dextérité. Il a été créé par Kris Burm en 1997 et est édité par la société Gigamic. Ce jeu familial est accessible dès 6 ans. Les parties durent une dizaine de minutes.

## Contenu de la boite
- 1 tableau vertical constitué de deux vitres de plexiglas
- 18 pièces en bois de diverses formes géométriques (9 foncées et 9 claires)
- 1 sac de rangement
- 1 règle du jeu illustrée

## Règle du jeu
À tour de rôle, chacun des deux joueurs introduit sans forcer une de ses pièces entre les vitres du tableau vertical.
Le premier joueur dont une pièce dépasse du tableau perd la partie.

## Tactique
La tactique consiste à choisir la pièce à jouer en fonction de l'espace restant. Cependant, durant leur chute, les pièces en bois peuvent rebondir ou pivoter, ce qui apporte une part de hasard à la partie.

## Variantes
Le match : Un match se compose de parties successives entre deux joueurs. À l'issue de chaque partie, la pièce qui a débordé et fait perdre un joueur est retirée du jeu. La partie suivante reprend donc avec une pièce de moins. Un joueur perd le match lorsqu'il ne peut plus jouer de pièce au cours d'une partie.
De manière anecdotique, il est possible d'utiliser les pièces du jeu à la manière d'un tangram.

## Versions
Dans une version dérivée, « Batik kid », les pièces géométriques sont remplacées par des figures en forme d'animaux marins (poisson, méduse, requin...).

## Récompenses
À sa sortie en 1997, Batik a reçu les récompenses suivantes :
- As d'Or du Festival International des jeux de Cannes (Catégorie Benjamin) (FRANCE)[4] ;
- Toy Award (BENELUX) ;
- Parent's Choice Gold Award (USA).